# کوری، اسلام‌آباد
کوری (به انگلیسی: Kuri) یک منطقهٔ مسکونی در پاکستان است که در ناحیه پایتختی اسلام‌آباد واقع شده‌است. کوری ۵۱۲ متر بالاتر از سطح دریا واقع شده‌است.